# Champmotteux
Champmotteux – miejscowość i gmina we Francji, w regionie Île-de-France, w departamencie Essonne.
Według danych na rok 1990 gminę zamieszkiwało 220 osób, a gęstość zaludnienia wynosiła 29 osób/km² (wśród 1287 gmin regionu Île-de-France Champmotteux plasuje się na 979. miejscu pod względem liczby ludności, natomiast pod względem powierzchni na miejscu 514.).